# NASCAR Xfinity Series Championship Race
Das NASCAR Xfinity Series Championship Race ist das Saisonfinale der NASCAR Nationwide Series, das jährlich auf dem Phoenix International Raceway in Avondale, Arizona stattfindet. Es wurde erstmals am 6. November des Jahres 1999 ausgetragen, damals noch mit dem Namen Outback Steakhouse 200. In den Jahren 2006 und 2007 kam es zu einem „Green-White-Checkered-Finish“.
Von 2002 bis 2004 hieß dieses Rennen Bashas’ Supermarkets 200, seit 2005 wird ein zweites Rennen der Busch Series in Phoenix ausgetragen, welches seit dem Bashas’ Supermarkets 200 heißt.

## Sieger
- 2011: Sam Hornish Jr.
- 2010: Carl Edwards
- 2009: Carl Edwards
- 2008: Carl Edwards
- 2007: Kyle Busch
- 2006: Matt Kenseth
- 2005: Carl Edwards
- 2004: Jamie McMurray
- 2003: Bobby Hamilton junior
- 2002: Scott Wimmer
- 2001: Greg Biffle
- 2000: Jeff Burton
- 1999: Jeff Gordon